# Jardin botanique de Liège
Le jardin botanique de Liège est l'ancien   jardin botanique de l'Université de Liège, en Belgique.  Situé non loin du centre-ville, son parc offre un cadre de verdure aux habitants du quartier. On y trouve quelques espèces rares d'arbres en provenance de tous les continents.

## Histoire

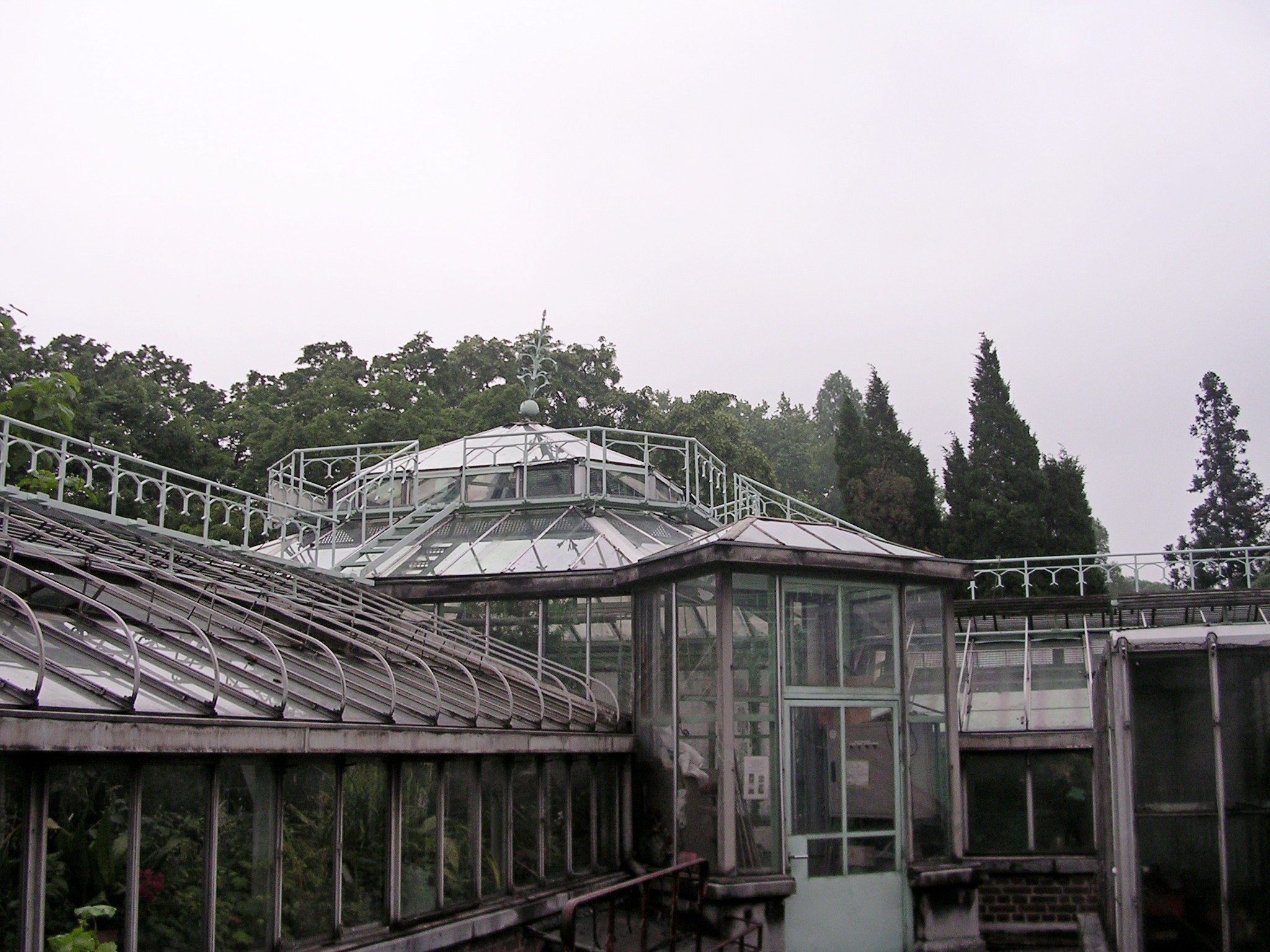
Les serres du jardin botanique de Liège.

Créé en 1819, soit deux ans après l'Université de Liège, le jardin botanique se situe initialement en bord de Meuse, à l'endroit où se trouve à l'heure actuelle la place Cockerill. L’aménagement est effectué par l'architecte Jean-Noël Chevron.
La construction d'une série d'ouvrages (dont un quai de halage) en bord de Meuse ayant diminué l'espace disponible, le recteur de la faculté de botanique et directeur du jardin, le professeur Charles Morren obtint le déplacement de ces installations sur un nouveau site. En 1838, la ville de Liège acquit pas moins de 5 hectares dans le quartier alors peu urbanisé du Bas-Laveu. La réalisation des plans est confiée à l'architecte de la ville, Julien-Étienne Rémont. Ce dernier est fort influencé par ses voyages en Grande-Bretagne, ce qui explique le style anglais du jardin. Les serres de style victorien sont achevées en 1841 (elles ont servi de modèle à celles du Jardin botanique de Bucarest). En 1848 le jardin est entouré des grilles en fer forgé.
En 1884 sont construits le long des serres deux des huit nouveaux Instituts Trasenster de l'Université de Liège : l'institut de Botanique et l'institut de Pharmacie. Ces nouveaux bâtiments, de style néo-classique, sont classés en 1994.

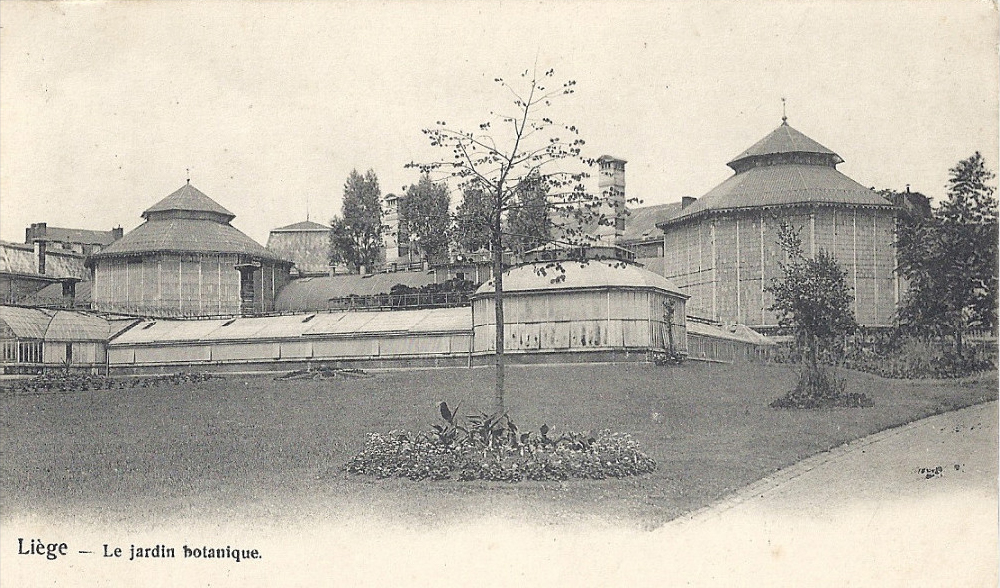
Les serres au complet avant 1944.

Le 24 décembre 1944 les serres sont gravement endommagées par l'explosion d'une bombe volante allemande. Bien qu'une grande partie de la collection qu'elles abritaient ait pu être mise à l'abri, certaines plantes intransportables meurent à cause des températures très basses des nuits qui ont suivi. L'argent obtenu comme dédommagement pour les dégâts de guerre ne sont pas suffisants pour reconstruire les serres à l'identique, ces dernières perdent donc en taille.
Dans les années 1970, une grande partie des facultés de l'université sont déplacées au Sart Tilman. Le jardin botanique est également déplacé. L'ancien jardin devient alors propriété de la ville. C'est à cette époque que disparaissent les grilles entourant le jardin et que ce dernier devient un parc public.
L'ancien Institut de Botanique a retrouvé une nouvelle affectation en juillet 2001, par l'installation dans l'aile Ouest de la Maison liégeoise de l'Environnement, abritant, outre une «boutique verte», les bureaux d'associations essentiellement actives dans le domaine de la nature et de l'environnement. En 2016, ces associations sont Adalia, Alter voyages, les Amis des Serres et du Jardin botanique de Liège, Aves, le CRIE de Liège et Éducation-Environnement, Hypothèse, Identité Amérique Indienne, Nature & Progrès et Natagora.
La même aile comprend, outre une cave voûtée, complètement restaurée et aménagée, la salle classée des travaux pratiques. Quant au Centre Régional d'Initiation à l'Environnement (CRIE), il s'est installé dans l'aile Est, complètement rénovée. Enfin, l'ancien Institut de Pharmacie abrite aujourd'hui la Faculté d'Architecture de l'Université de Liège.

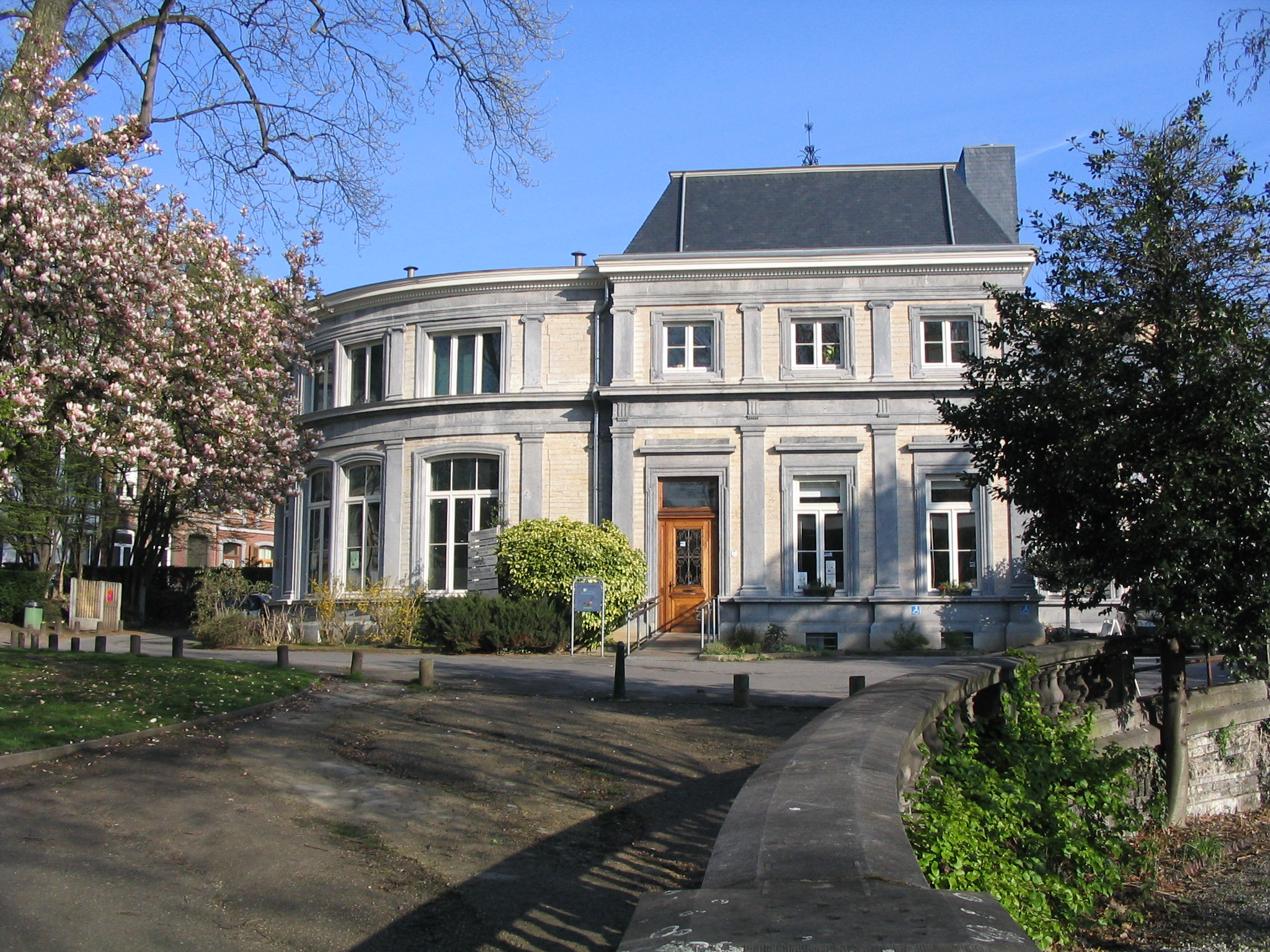
Pavillon de botanique (Lambert Noppius, 1883)

Le parc du jardin botanique de Liège, avec ses arbres remarquables, a été géré par l'Université depuis sa création en 1840 et ce jusqu'au début des années 1970. Depuis lors, il est géré par la Ville de Liège. Les serres, aujourd'hui classées, elles, ont été gérées par l'Université jusqu'en décembre 2013. Depuis janvier 2014, elles le sont par le Service public de Wallonie en collaboration avec les asbl « Maison liégeoise de l'environnement » et « Les amis des serres et du jardin botanique de Liège ». Grâce à cette synergie, les serres, le jardin des plantes médicinales et le jardin des comestibles peuvent être visités (visites guidées sur demande), les collections végétales se sont enrichies, la présentation a été améliorée et un effort a été fait pour les rendre plus didactiques. À noter que chaque premier samedi du mois après-midi, les amis des serres organisent une activité sur des thèmes botaniques variés.  

## Collection d'arbres

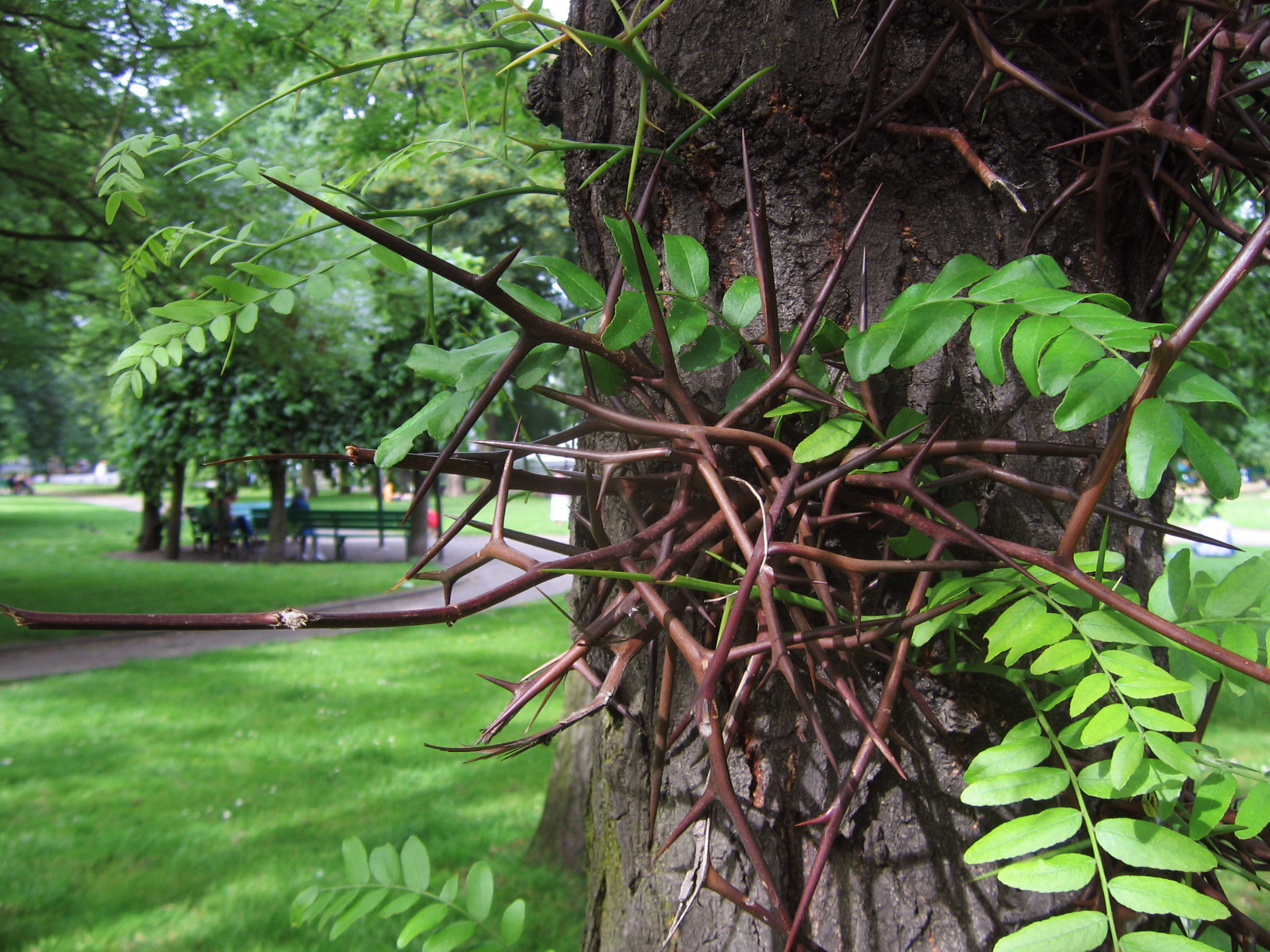
Tronc d'un févier d'Amérique dans la partie nord du jardin botanique.

Au début des années 2000, la collection du jardin botanique contient encore environ 400 arbres et arbustes répartis dans 170 familles. Parmi ces derniers, dont certains ont plus de 150 ans, on peut noter quelques spécimens intéressants : plusieurs imposants platanes à feuille d'érable (Platanus × hispanica), trois zelkova du japon (Zelkova serrata), un séquoia géant (Sequoiadendron giganteum), des arbres aux quarante écus (Ginkgo biloba), un plaqueminier du Japon (Diospyros  lotus), des féviers d'Amérique (Gleditsia triacanthos) et de Chine (Gleditsia sinensis)

## Situation
Le jardin botanique se situe sur le haut du sous-quartier d'Avroy, au sud du quartier Saint-Gilles. De forme pentagonale, il est entouré par les rues Fusch (au nord), Louvrex (à l'est), des Anges (au sud), Nysten (au sud-ouest) et Courtois (à l'ouest).